# The Walkmen
The Walkmen je americká rocková skupina, založená v roce 2000. Založili ji dva dřívější členové skupiny The Recoys, baskytarista Peter Bauer a zpěvák a kytarista Hamilton Leithauser spolu se třemi hudebníky z kapely Jonathan Fire*Eater: Paul Maroon (kytara), Walter Martin (varhany) a Matt Barrick (bicí). Své první album nazvané Everyone Who Pretended to Like Me Is Gone skupina vydala v roce 2002 a do roku 2012 jich vydala dalších šest. V roce 2013 skupina oznámila pauzu.

## Diskografie
- Everyone Who Pretended to Like Me Is Gone (2002)
- Bows + Arrows (2004)
- A Hundred Miles Off (2006)
- Pussy Cats Starring the Walkmen (2006)
- You & Me (2008)
- Lisbon (2010)
- Heaven (2012)